# マルビン・ベハラノ
マルビン・オルランド・ベハラノ・ヒメネス（Marvin Orlando Bejarano Jiménez  ,  1988年3月6日 - ）は、ボリビア・タリハ県タリハ出身のプロサッカー選手。リーガ・デ・フットボル・プロフェシオナル・ボリビアーノのクラブ・ホルヘ・ウィルステルマンに所属している。ポジションはDF。

## 来歴
2006年にウニオン・タリハでプロデビュー。翌2007年にクラブ・ウニベルシダリオに移籍。更に2011年にオリエンテ・ペトロレロに移籍し、コパ・リベルタドーレスなどに出場。2016-17シーズンからはザ・ストロンゲストでプレーした。

## ボリビア代表
2010年にボリビア代表に初招集され、コパ・アメリカ2015、コパ・アメリカ・センテナリオ、コパ・アメリカ2019などの主要大会に出場。2019年3月には、日本との対戦で来日している。